# ジオリファレンス
ジオリファレンス（英語: georeferencing）は地図や空中写真画像の内部の座標系を地理座標系に関連付けられることを意味する。関連する座標変換は、通常、画像ファイル（たとえば、GeoPDFやGeoTIFF）内に保存されるが、他にもジオリファレンスを実装するための仕組みはさまざまな方法が考えられる。ジオリファレンスの最も目に見える効果は、ソフトウェアが地上座標（緯度/経度やUTM座標）を表示できることである。また、地上の距離や面積を測定できるようにもなる。
言い換えると、ジオリファレンスはデジタル画像ファイルを物理空間内の位置に関連付けることを意味する。この用語は、地理情報システムの分野で、物理的な地図や地図のラスター画像を空間上の位置に関連付ける処理を説明するためによく使われる。ジオリファレンスは地理上の位置に関連付けられるpoints of interest、道路、土地、橋、建物など、任意の種類のオブジェクトや構造にも適用できる場合がある。
通常、地理上の位置は座標参照系を用いて表現される。これにより、WGS84などの測地参照系と関連付けることが可能になる。
例としては、空中写真の地図上の正しい位置を確定するときや、場所の名前や道路の住所から地理座標を検索するとき（ジオコーディング）などに利用できる。

## 動機
- ジオリファレンスは、GPSポイントなどの他のデータが画像にどのように関連しているかを記述しているため、空中写真や衛星画像（通常はラスター画像）を作成するために不可欠である。
- 重要な情報は、異なる時点に作成されたデータや画像内に含まれていることがあり、このデータを現在利用できるデータと統合や比較できると便利なことがある。比較は、研究対象のフィーチャーの一定期間内の変化を分析するためにも利用できる。
- 異なる地図は別の投影システムを使用している場合がある。ジオリファレンスツールは、最小限の歪みで統合・オーバーレイする方法を搭載している。
- ジオリファレンスの手法を用いることで、トータルステーションなどの調査ツールから取得したデータから、すでに利用可能な地形図の参照点を得られることがある。
- 郵便番号や道路の住所などでコード化された社会調査の結果と、行政や公共計画で使用される国勢調査ゾーンなどの地理的な領域を関連付けることが義務付けられていることがある。

## 手法
画像データを何らかの地理制御フレームワークに変換できるGISツールにはさまざまなものがあり、点、線、ポリゴン、画像、3D構造の集合からジオリファレンスできるものがある。たとえば、GPSデバイスは注目した場所の緯度と経度の座標を記録するため、実質的にその場所のジオリファレンスを行っていると言える。ジオリファレンスはユニークなIDでなければならない。つまり、1つのジオリファレンスは、1つの場所のみに対してリファレンスとして機能しなければならない。
画像は、特別なGISファイル形式を使用したり、ワールドファイルを添付することでエンコードできることがある。
画像のジオリファレンスを行うには、はじめに制御点を確立し、制御点の既知の地理座標を入力し、座標系とその他の投影パラメータを選択し、残差を最小化する必要がある。残差とは、実際の制御点の座標と、制御点を用いて作成した地理モデルから予測された座標との差である。残差により、ジオリファレンスの処理の精度を決める手法が得られる。
データを収集して郵便番号や地域コードに割り当てるような場合には、通常、決定的な辞書や地名辞典ファイルを使用して、地理座標に変換する必要がある。このような地名辞典は、多くの場合、国勢調査機関、国の地図作成組織、郵便サービスプロバイダーによって作成される。最も単純な場合は、単純に市外局番や地名のリストと、対応するコード、名前、座標位置の別のリストで構成される。利用可能なコードの範囲と目的は国によって異なる。イギリスの全国統計郵便番号ディレクトリの例では、国勢調査、行政、選挙、その他の地理的領域に関して各郵便番号の所属が表記されている。このディレクトリには、作成日と削除日、住所数、郵便番号ごとのイギリス陸地測量局グリッド参照も含まれているため、直接地図にマッピングできる。このような地名辞典ファイルには、ユーザーが入力した郵便番号、住所、または地名に基づいて、地図上に記号を配置したり、経路検索などの分析を行ったりする、多くのWebベースのマッピングシステムをサポートしている。